# Rue du Carneau
La rue du Carneau est une ancienne rue de Paris, disparue vers 1792. Elle était située dans l'ancien 12e arrondissement, actuel 5e arrondissement.

## Situation
Cette rue descendait de la rue de la Bûcherie jusqu'à la Seine.

## Origine du nom
Au XIIIe siècle, la rue est connue sous le nom de « rue de la Poissonnerie ». Elle est citée dans Le Dit des rues de Paris de Guillot de Paris sous cette forme.  
On la trouve ensuite dans le rôle des taxes de 1313, ainsi que dans un livre de compte, en 1398, sous le nom de « rue des Porrées » ou « rue aux Porrées ». Henri Sauval indique que ce livre de compte nomme cette rue de la manière suivante : « Maison sise rue de la Bûcherie de petit Pont, à l'opposé de la rue aux Porrées, où l'on vend le poisson d'eau douce. »
Au XVIIe siècle, elle prend le nom de « place aux Porrées », puis de « place aux Poissons » parce qu'un marché aux poissons s'y tenait. Elle prend ensuite les noms de « rue du Petit-Carneau », « rue du Carneau » et de « rue du Port à Maître Pierre ».
Le nom « du Carneau » lui vient sans doute de sa proximité du Petit Châtelet, dont les carneaux ou créneaux donnaient sur cette rue.

## Historique
Existant dès le XIIIe siècle, la rue a été détruite aux environs de 1792.